# Hozenstraat 16

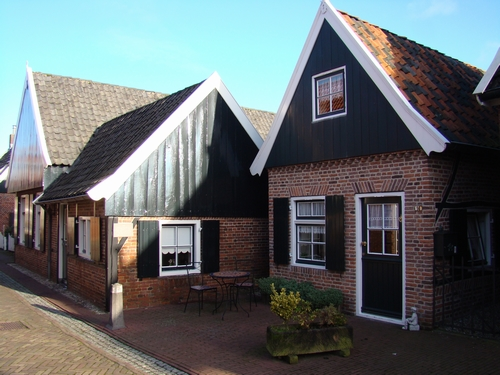
Hozenstraat 16

Hozenstraat 16 is een rijksmonument aan de Hozenstraat in Bredevoort.

## Bouwkundige kenmerken
Hozenstraat 16 is een goed bewaard 18e-eeuws stadsboerderijtje van het type akkerburgerhuis met een houten topgevel en zijgevels opgetrokken in vakwerk, waarin vensters zijn geplaatst met oude kozijnen en luiken. Rechts een aanbouw in vakwerk met oude vensterkozijnen en luiken.

## Bron
- kich.nl
- Ronald Stenvert e.a., Hozenstraat 16 in: Monumenten in Nederland - Gelderland. Rijksdienst voor de Monumentenzorg/ Waanders uitgeverij, Zwolle 2000, blz. 120

't Boerderi'jken · Bouwhuis Wever · De Prins van Oranje · Eskes · Grote Gracht · Hozenstraat 16 · Kerkstraat 13 · Kuupershuusken · Landstraat 10 · Markt 1 · Markt 5 · Markt 7 · Misterstraat 85 · Sint Bernardus · Sint-Joriskerk · Vestingpark · 't Zand 2